# Prisionera
Prisionera è una telenovela prodotta da Telemundo e andata in onda nello stesso canale nel 2004. Ha come protagonisti Gabriela Spanic, Diana Quijano, Gabriela Roel e da Mauricio Islas, sostituito poi da Gabriel Porras. Fu registrata a Miami. La serie è andata in onda anche nella Repubblica Dominicana, Uruguay, Bulgaria, Paraguay, Spagna, Argentina, Russia, Croazia, Montenegro, Georgia ed altri. Tra il 2004 e il 2005 è andato in onda in Serbia su RTV Pink.
L'attore Mauricio Islas fu denunciato per aver avuto un rapporto sessuale con l'attrice Génesis Rodríguez, allora sedicenne. Islas rischiava fino a 15 anni di carcere. L'attore in seguito ad un accordo non andò in carcere, ma fu sostituito nella serie da Gabriel Porras.
Racconta la storia di Guadalupe che viene accusata all'età di 13 anni di aver ucciso una persona, anche se non è vero. Nel carcere minorile scopre di essere incinta. Mentre scappa dal carcere conosce Daniel, che la aiuta a fuggire. Però i due ignorano il fatto che il fratello di Daniel, Ernesto, ha commesso il crimine per cui Guadalupe è stata in carcere.